# 雷洪
雷洪（1948年2月12日—），本名宋國榮，台灣男演員，苗栗縣頭屋鄉人，客家人。原為武行出身，主要多為參與閩南語劇演出。2008年憑民視八點檔《娘家》獲得金鐘獎最佳男主角。

## 電視劇
| 年份   | 頻道             | 劇名                     | 飾演     | 備註 |
| 1972年 | 華視             | 《鳳山虎》               |          |      |
| 1978年 | 華視             | 《南台追蹤》             | 廖不凡   |      |
| 1980年 | 華視             | 巫明霞歌仔戲《英雄好漢》 | 文茂山   |      |
| 1983年 | 華視             | 《煙雨江南》             | 童奔雷   |      |
| 1983年 | 華視             | 《江南遊龍》江湖兒女     | 冷一夫   |      |
| 1983年 | 華視             | 《江南遊龍》魚翠孃       | 馬大山   |      |
| 1983年 | 華視             | 《七巧遊龍》             | 獨孤人   |      |
| 1984年 | 華視             | 《天蠶再變》             | 薩高     |      |
| 1984年 | 華視             | 《大俠沈勝衣》畫眉鳥     | 張虎侯   |      |
| 1984年 | 華視             | 《大俠沈勝衣》玉蜻蜓     | 杜霸     |      |
| 1984年 | 華視             | 《神劍無敵》             | 太乙神駝 |      |
| 1984年 | 華視             | 《關公保嫂過五關》       | 張飛     | 主演 |
| 1985年 | 華視             | 《龍鳳奇俠》             | 祝天星   |      |
| 1985年 | 華視             | 《俠客行》               | 白自在   | 主演 |
| 1985年 | 華視             | 《諸葛四郎》             | 熊虎     |      |
| 1985年 | 華視             | 《生死門》               | 雷陀     |      |
| 1986年 | 華視             | 《媽祖的故事》           | 千里眼   | 主演 |
| 1986年 | 華視             | 《遊俠龍捲風》           | 幻魔法王 |      |
| 1986年 | 華視             | 《白衣大士》             | 妙莊王   |      |
| 1986年 | 華視             | 葉青歌仔戲《七俠五義》   | 智化     |      |
| 1986年 | 華視             | 李如麟歌仔戲《浪子李三》 | 司徒明   |      |
| 1988年 | 華視             | 葉青歌仔戲《春江花月夜》 | 佟武     |      |
| 1988年 | 華視             | 葉青歌仔戲《金鵰玉芙蓉》 | 趙劍亭   |      |
| 1990年 | 華視             | 《愛》                   | 洪火旺   | 主演 |
| 1991年 | 華視             | 《草地狀元》             | 大棵彬   |      |
| 1992年 | 華視             | 《緣》                   | 洪火旺   | 主演 |
| 1992年 | 華視             | 《劉伯溫傳奇》恩怨情天   | 賈之化   |      |
| 1993年 | 華視             | 《包青天》天下第一莊     | 石伯祥   |      |
| 1995年 | 華視             | 《勸世媳婦》             | 陳炳坤   |      |
| 1997年 | 華視             | 《我的阿爸我的子》       | 楊太郎   |      |
| 1997年 | 華視             | 《爸爸的本尊》           | 秀才     |      |
| 1998年 | 民視             | 《舉頭三尺有神明》單元   | 黑龍     |      |
| 1998年 | 民視             | 《愛你入骨》             | 雷公師   | 主演 |
| 1998年 | 民視             | 《春天後母心》           | 王坤海   |      |
| 1999年 | 台視             | 《台灣廖添丁》           | 張新發   |      |
| 2001年 | 東森戲劇台       | 《寶斗里長》             | 賴勇     | 主演 |
| 2003年 | 台視             | 《再見阿郎》             | 劉明郎   | 主演 |
| 2003年 | 公視             | 《家》                   | 林正義   | 主演 |
| 2003年 | 民視             | 《日正當中》             | 洪興     |      |
| 2005年 | 華視             | 《舊情綿綿》             | 土角     |      |
| 2006年 | 客家電視台       | 《魯冰花》               | 林長壽   |      |
| 2007年 | 民視             | 《愛》                   | 洪水波   | 主演 |
| 2007年 | 公視             | 《出外人生》             | 周添成   | 主演 |
| 2008年 | 民視             | 《娘家》                 | 彭大海   | 主演 |
| 2008年 | 大愛電視台       | 《愛，有你來作伴》       | 林江河   |      |
| 2009年 | 民視             | 《夜市人生》             | 金居福   | 主演 |
| 2011年 | 央視             | 《又見阿郎》             | 鄒老闆   |      |
| 2011年 | 民視             | 《父與子》               | 雷萬發   | 主演 |
| 2012年 | 華視             | 《溫柔的慈悲》           | 老吳     |      |
| 2012年 | 民視             | 《風水世家》             | 呂再生   |      |
| 2013年 | 八大綜合台       | 《美人龍湯》             | 龍守成   | 主演 |
| 2014年 | 民視             | 《龍飛鳳舞》             | 陳江水   | 主演 |
| 2015年 | 民視             | 《廉政英雄》單元         | 程志宏   |      |
| 2016年 | 民視             | 《新娘嫁到》             | 蘇俊雄   | 主演 |
| 2017年 | 民視             | 《幸福來了》             | 高明成   | 主演 |
| 2017年 | 大愛電視台       | 《竹南往事》             | 王新發   |      |
| 2018年 | 愛奇藝           | 《1006的房客》           | 吳父     |      |
| 2018年 | 民視             | 《實習醫師鬥格》         | 李大台   |      |
| 2018年 | 公視             | 《雙城故事》             | 張國強   |      |
| 2019年 | 華視、三立都會台 | 《用九柑仔店》           | 廖文睿   | 主演 |
| 2020年 | 大愛電視台       | 《大林學校》             | 張仔     |      |
| 2021年 | 民視             | 《日蝕遊戲》             | 吳慶銘   |      |
| 2021年 | 公視             | 《斯卡羅》               | 朱一丙   | 主演 |
| 2022年 | 民視             | 《市井豪門》             | 郭春生   |      |
| 2023年 | 大愛電視台       | 《最佳配角》             | 游父     |      |
| 2023年 | 大愛電視台       | 《搜尋者》               | 張敬台   |      |
| 2024年 | Netflix          | 《愛愛內含光》           | 林父     |      |

## 電影
| 年份   | 片名                      | 飾演   |
| 1976年 | 《正宗保鏢》              |        |
| 1976年 | 《魔鬼怪鷹》              |        |
| 1977年 | 《南北雙俠》              |        |
| 2013年 | 《逗陣ㄟ》                | 陳天送 |
| 2013年 | 《甜蜜殺機》              | 莊主   |
| 2016年 | 《人生按個讚》            | 李進財 |
| 2018年 | 《花開大富貴》            | 王顯大 |
| 2020年 | 《馗降：粽邪2》           | 金龍師 |
| 2024年 | 《看到靈魂的那隻眼 師公》 | 陳福源 |

## 廣告
- 百仙參茸藥酒

## 製作作品

### 歌仔戲
- 華視 歌仔戲 千里姻緣路
- 華視 歌仔戲 一見情

### 連續劇
- 華視 閩南語單元連續劇「笑彌勒」
- 華視 閩南語單元連續劇「故鄉的榕樹下」

## 獎項紀錄

### 電視金鐘獎
| 年份 | 獲提名   | 獎項             | 結果 |
| ---- | -------- | ---------------- | ---- |
| 2003 | 《家》   | 連續劇男配角獎   | 獲獎 |
| 2008 | 《娘家》 | 戲劇節目男主角獎 | 獲獎 |

## 私人生活
雷洪最風光時擁有1妻5妾，妻妾們又為他生下8子女，加上孫子算一算共有30多人，堪稱現實版「韋小寶」。但雷洪2016年爆出財務危機，因其中一個老婆玩期貨虧6千萬，導致6妻妾為了自保全跑光，對此雷洪認為這是他的報應，不該拈花惹草。後與名為「馨儀」的女子登記結婚，讓他口中的「閨蜜」正式成為老婆，雷洪表示：「我年紀有了，要的是被照顧，怕的是孤獨，決定改邪歸正，以前做的都是不正確的。」更直呼過去多妻狀況絕對不會再發生，現在開始要忠於一個人。

## 外部連結
- 雷洪在互联网电影资料库（IMDb）上的資料（英文）
- 雷洪在香港影庫上的簡介
- 雷洪在豆瓣上的资料（简体中文）
- 雷洪在时光网上的簡介（简体中文）
- 鳳凰藝能－雷洪 （页面存档备份，存于）